# 魔女的條件
《魔女的條件》，1999年4月8日至6月17日每週四晚間10時（日本時間）TBS電視台播出的電視劇，遊川和彥編劇，松嶋菜菜子與瀧澤秀明主演。內容描寫女教師與男學生之間的師生戀。
該劇台灣首播時間為1999年10月臺灣電視公司《千禧劇場》時段播出雙語版（主聲道國語配音，副聲道日語原音），2000年3月17日JET TV播出原音版。香港首播時間則為該年4月，由香港有線電視播出。

## 大綱
難道，老師喜歡上自己的學生，是一種精神異常嗎？難道，因為喜歡上一個17歲的少年，就注定要被社會所譴責嗎？
廣瀨未知（松嶋菜菜子飾），年輕貌美、初入社會的高中數學老師。從小受到教師家庭的培養，成長過程一直以模範學生、模範女兒的形式去面對生活的每一件事情。對未來的茫然，盲目跟隨父親的腳步進入學校，擔任教職；答應交往多年男友的求婚，卻感受不到即將結婚的喜悅。從小到大從未自主地選擇未來應該前往哪一個方向，對心中自己的每一個決定存疑。
某天，班上來了一名特別的轉學生----黑澤光（瀧澤秀明飾），當他見到廣瀨時，相當驚訝，因為就在不久前，他的車還差點兒撞上剛接受男友求婚的廣瀨而幫忙尋找掉落的戒指，眼前的女子竟然是他的班導師......！倆人的相遇充滿著驚嘆與意外。來到廣瀨班上的黑澤，了解到廣瀨心中的矛盾與遷就他人的壓抑；而自己則是不願遷就他人、只想做自己的渴望自由之人。
兩人的相遇，廣瀨看到黑澤身上追求自由的直率純真，而重新對未來充滿憧憬，不願再壓抑自己想做出改變。在同去追尋自由的過程，兩個人愛上了彼此，充滿勇氣對所有人大聲地說出彼此的愛。無法被社會所接受的不倫，在世人的譴責下，家人的反對下，兩個人成長茁壯，面對生活的每一個艱難，證明彼此的愛。

## 登場人物

### 領銜主演
- 廣瀨未知（26）　松嶋菜菜子 飾（台灣配音：王瑞芹）

年輕貌美的高中老師
一直以來，凡事只能聽從父親為她所安排的一切，對於自己太過軟弱只能感到悲憤。直到遇見黑澤光之後，她的人生才逐漸有所改變。
由於了解到黑澤光其實也是有苦難言，讓未知不禁感嘆自己不也是如此嗎？因此答應成為黑澤光的第一個談話者。
於是，處境相似的倆人，儘管明白彼此間的關係，但不知是命運作弄，還是命中註定，終究讓未知對黑澤光產生超出師生友人界線之情感…
- 黒澤 光（17） 　瀧澤秀明 飾（台灣配音：何志威）

暱稱「小光」，擁有特殊家庭背景的轉學生。

### 聯合演出
- 北井 大（30）　別所哲也 飾（台灣配音：于正昌）

未知的男朋友
對北井而言，未知是他的一切。在察覺未知可能另有心儀之後，心中便充斥著不安與恐懼。
- 菅井美春（21）　緒澤 凛 飾（台灣配音：馮美麗）

黑澤鏡子聘請的家教，負責照顧、監視黑澤光。即使如此，她內心深處對鏡子的所作所為不以為然。
- 宇田桐子（26）　西田尚美 飾（台灣配音：馮美麗）

未知的好朋友
希望未知能夠忠於自己的想法。對北井似乎有些特別的感情。
- 木下 純（17）　山田麻衣子 飾（台灣配音：陶敏嫻）

未知班上的學生
總是瞧不起身為導師的未知。認為未知若不是靠父親的力量根本什麼都不會。直到未知在全體師生面前向黑澤光表白之後，才開始對未知改變想法。
最後更因未知將她救出家暴之獄，逐漸對未知產生信任。
- 五代 優（42）　山口祐一郎 飾（台灣配音：陳幼文）

黑澤醫院的醫生，黑澤鏡子的情夫。一直覬覦醫院的權力，不擇手段排除異己。
- 岡島教頭（50）　田山涼成 飾（台灣配音：陳幼文）

教務主任，對未知公然對小光表達愛意的舉動不以為然。
- 松岡教諭（35）　温水洋一 飾（台灣配音：官志宏）

學校老師，起初常想熱情地邀約未知吃飯，後因未知與小光的戀情曝光而漸漸疏遠她。
- 下田主任（45）　角替和枝 飾（台灣配音：馮美麗）

教師主任，對未知放縱學生的行為經常指指點點。
- 廣瀨憲一（59）　辻萬長 飾（台灣配音：官志宏）

未知的父親
標準的嚴父，擔任高中校長。對未知管教嚴厲，認為自己的安排對女兒是最好的。
- 廣瀨素子（54）　白川由美 飾（台灣配音：馮美麗、陶敏嫻）

未知的母親
不折不扣的慈母，與先生完全相反。
每當未知被先生教訓時，總是適時的替女兒解圍。
- 黑澤鏡子（39）　黑木 瞳 飾（台灣配音：陶敏嫻）

黑澤光的母親
對於兒子和自己導師相戀之事相當無法諒解。最後甚至聯合北井一起企圖拆散倆人。

### 海外配音員（其他）
- 台灣中文版：王瑞芹、何志威、官志宏、于正昌、陶敏嫻、馮美麗、陳幼文、劉傑

## 各集收視率
| 各話                                                | 日本當地撥放時期 | 日文副標題 | 中譯副標題          | 收視率 |
| --------------------------------------------------- | ---------------- | ---------- | ------------------- | ------ |
| 第1話                                               | 1999年4月8日     |            | 如果他不是學生的話… | 19.7%  |
| 第2話                                               | 1999年4月15日    |            | 第一次的錯誤        | 19.3%  |
| 第3話                                               | 1999年4月22日    |            | 倆人之夜            | 21.0%  |
| 第4話                                               | 1999年4月29日    |            | 只有倆人的秘密      | 20.8%  |
| 第5話                                               | 1999年5月6日     |            | 老師再見            | 20.5%  |
| 第6話                                               | 1999年5月13日    |            | 逃走                | 22.3%  |
| 第7話                                               | 1999年5月20日    |            | 逮捕                | 18.2%  |
| 第8話                                               | 1999年5月27日    |            | 只有15分鐘的幸福    | 21.4%  |
| 第9話                                               | 1999年6月3日     |            | 懷孕                | 23.1%  |
| 第10話                                              | 1999年6月10日    |            | 捨棄一切            | 21.2%  |
| 最終話                                              | 1999年6月17日    |            | 自由的國度          | 29.5%  |
| 平均收視率為21.5%（由Video Research於關東地區調查） |                  |            |                     |        |

## 製作
- 脚本 - 遊川和彦
- 音楽 - 島健（日语：島健）
- 演出 - 土井裕泰、難波一弘（日语：難波一弘）、片山修（日语：片山修）
- 製片 - 八木康夫（日语：八木康夫）
- 協力 - 東通（日语：東通）、アックス（日语：アックス (会社)）、緑山スタジオ・シティ（日语：緑山スタジオ・シティ）、高橋レーシング（日语：高橋レーシング）、インナップ（日语：インナップ）
- 制作著作 - TBS電視台
- 取景地點 - 武蔵大学（日语：武蔵大学）

## 主題曲
- 「First Love」，宇多田光演唱，東芝EMI製作

## 外部連結
- TBS《魔女的条件》官方網站 （页面存档备份，存于）

## 附註
1. ↑  劇名中的「魔女」引用自中世紀歐洲出現的狩獵女巫事件，喻意劇中主角被世人唾棄及流離失所的故事。